# Reserva costera Valdiviana
La Reserva Costera Valdiviana es una reserva natural ubicada en la cordillera Pelada, en la región de Los Ríos de Chile. Ocupa parte de las zonas costeras de las comunas de La Unión y Corral.

## Historia
En 2003, el programa WWF Chile, The Nature Conservancy (TNC) y otras organizaciones locales adquirieron una propiedad de casi 60.000 hectáreas 597 km² (231 mi²) que había sido objeto de intensas controversias forestales en la década de 1990 y principios de la década de 2000 debido a la conversión de bosques nativos en plantaciones de eucaliptos cultivados para pulpa de papel. La Reserva Costera Valdiviana fue inaugurada el 22 de marzo de 2005. Otras 10.000 hectáreas fueron donadas al Estado de Chile en 2012 para crear el Parque nacional Alerce Costero de acuerdo con los planes trazados por las organizaciones fundadoras de la reserva en coordinación con la Corporación Nacional Forestal (CONAF). Ahora es el área protegida más grande de la cordillera de la Costa.

## Clima
La costa de la comuna de La Unión, así como la costa del sur de Chile en general, cuenta con un Clima Templado Lluvioso con leve sequedad estival e influencia costera Cfb (s) (i) según la Clasificación climática de Köppen. Tanto la oscilación térmica diaria como la amplitud térmica anual es baja; por ello, no se registran temperaturas ni superiores a 30 °C ni menores a 0 °C a lo largo del año. La estación lluviosa va de abril a septiembre, dando cuenta de la influencia mediterránea de la zona central de Chile.  Conforme se avanza hacia al este de la reserva se va "escalando" en la Cordillera de la Costa, y, por consiguiente, aumentando en altitud; tal condición implica la posibilidad de caída de precipitaciones en estado sólido durante el invierno. 
| Parámetros climáticos promedio de Hueicolla (24 m.s.n.m) | Parámetros climáticos promedio de Hueicolla (24 m.s.n.m) | Parámetros climáticos promedio de Hueicolla (24 m.s.n.m) | Parámetros climáticos promedio de Hueicolla (24 m.s.n.m) | Parámetros climáticos promedio de Hueicolla (24 m.s.n.m) | Parámetros climáticos promedio de Hueicolla (24 m.s.n.m) | Parámetros climáticos promedio de Hueicolla (24 m.s.n.m) | Parámetros climáticos promedio de Hueicolla (24 m.s.n.m) | Parámetros climáticos promedio de Hueicolla (24 m.s.n.m) | Parámetros climáticos promedio de Hueicolla (24 m.s.n.m) | Parámetros climáticos promedio de Hueicolla (24 m.s.n.m) | Parámetros climáticos promedio de Hueicolla (24 m.s.n.m) | Parámetros climáticos promedio de Hueicolla (24 m.s.n.m) | Parámetros climáticos promedio de Hueicolla (24 m.s.n.m) |
| Mes                                                      | Ene.                                                     | Feb.                                                     | Mar.                                                     | Abr.                                                     | May.                                                     | Jun.                                                     | Jul.                                                     | Ago.                                                     | Sep.                                                     | Oct.                                                     | Nov.                                                     | Dic.                                                     | Anual                                                    |
| -------------------------------------------------------- | -------------------------------------------------------- | -------------------------------------------------------- | -------------------------------------------------------- | -------------------------------------------------------- | -------------------------------------------------------- | -------------------------------------------------------- | -------------------------------------------------------- | -------------------------------------------------------- | -------------------------------------------------------- | -------------------------------------------------------- | -------------------------------------------------------- | -------------------------------------------------------- | -------------------------------------------------------- |
| Temp. máx. abs. (°C)                                     | 27                                                       | 27                                                       | 23                                                       | 20                                                       | 18                                                       | 14                                                       | 15                                                       | 16                                                       | 20                                                       | 23                                                       | 23                                                       | 28                                                       | 28                                                       |
| Temp. máx. media (°C)                                    | 18.3                                                     | 18.8                                                     | 16.6                                                     | 14.4                                                     | 12.5                                                     | 11.1                                                     | 10.3                                                     | 10.6                                                     | 11.4                                                     | 13.6                                                     | 14.3                                                     | 17.8                                                     | 14.1                                                     |
| Temp. media (°C)                                         | 14.9                                                     | 15.5                                                     | 14.0                                                     | 12.4                                                     | 10.5                                                     | 9.4                                                      | 8.5                                                      | 8.6                                                      | 9.2                                                      | 10.8                                                     | 11.7                                                     | 14.2                                                     | 11.6                                                     |
| Temp. mín. media (°C)                                    | 11.7                                                     | 12.3                                                     | 11.5                                                     | 10.3                                                     | 8.5                                                      | 7.8                                                      | 6.8                                                      | 6.5                                                      | 6.9                                                      | 7.9                                                      | 9.1                                                      | 10.6                                                     | 9.1                                                      |
| Temp. mín. abs. (°C)                                     | 8                                                        | 9                                                        | 7                                                        | 5                                                        | 3                                                        | 0                                                        | 2                                                        | 2                                                        | 2                                                        | 4                                                        | 5                                                        | 5                                                        | 2                                                        |
| Precipitación total (mm)                                 | 63.2                                                     | 51.5                                                     | 154.3                                                    | 322.6                                                    | 392.8                                                    | 591.4                                                    | 477.5                                                    | 406.7                                                    | 318.1                                                    | 156.5                                                    | 194.8                                                    | 87.8                                                     | 3217.3                                                   |
| Días de precipitaciones (≥ )                             | 7.9                                                      | 6.7                                                      | 14.2                                                     | 16.1                                                     | 13.4                                                     | 20.7                                                     | 19.9                                                     | 17.2                                                     | 17.9                                                     | 12.0                                                     | 16.2                                                     | 8.1                                                      | 170.3                                                    |
| Fuente: YR Daily Forecast (2020-2024)                    |                                                          |                                                          |                                                          |                                                          |                                                          |                                                          |                                                          |                                                          |                                                          |                                                          |                                                          |                                                          |                                                          |

## Galería

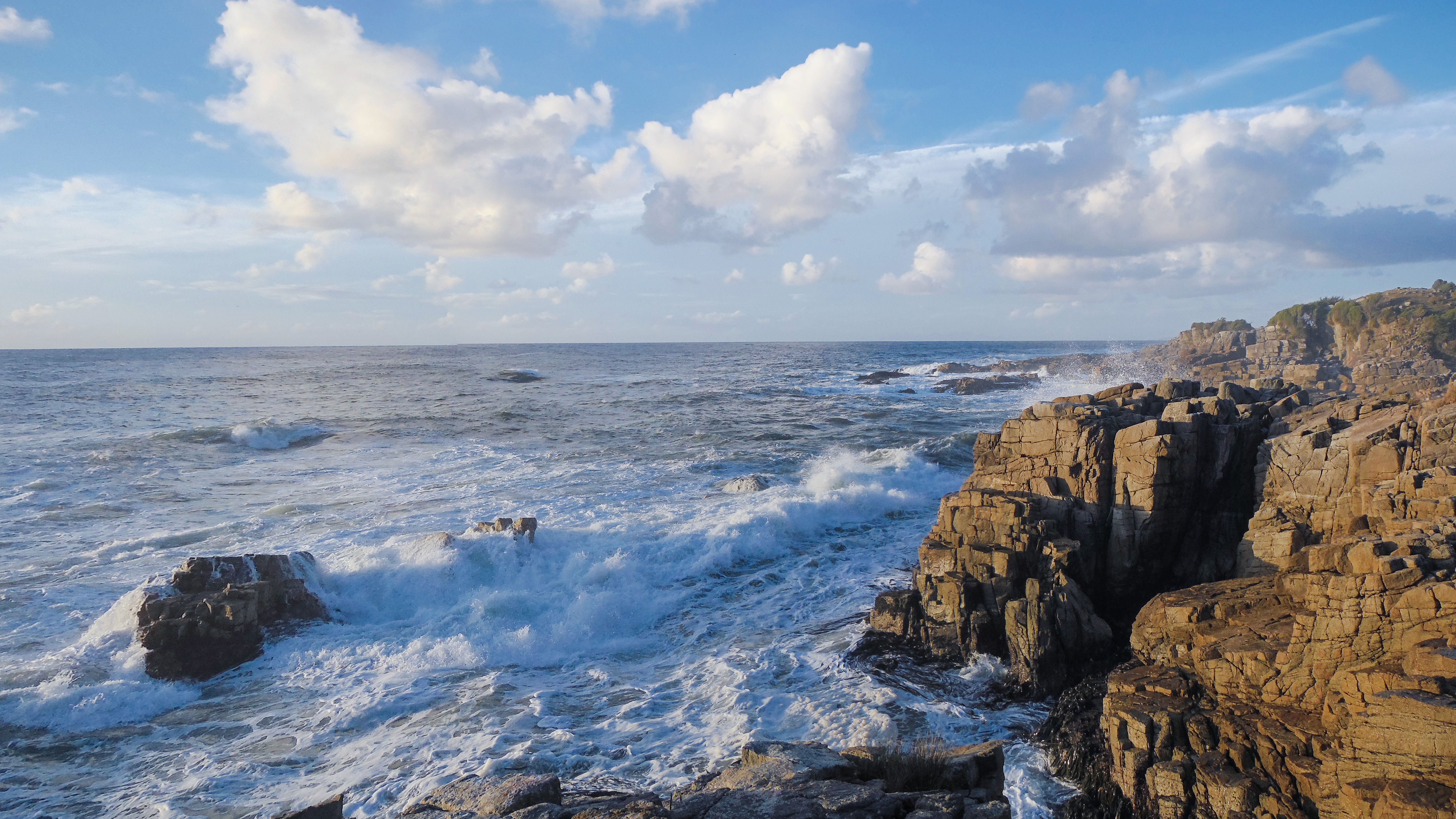
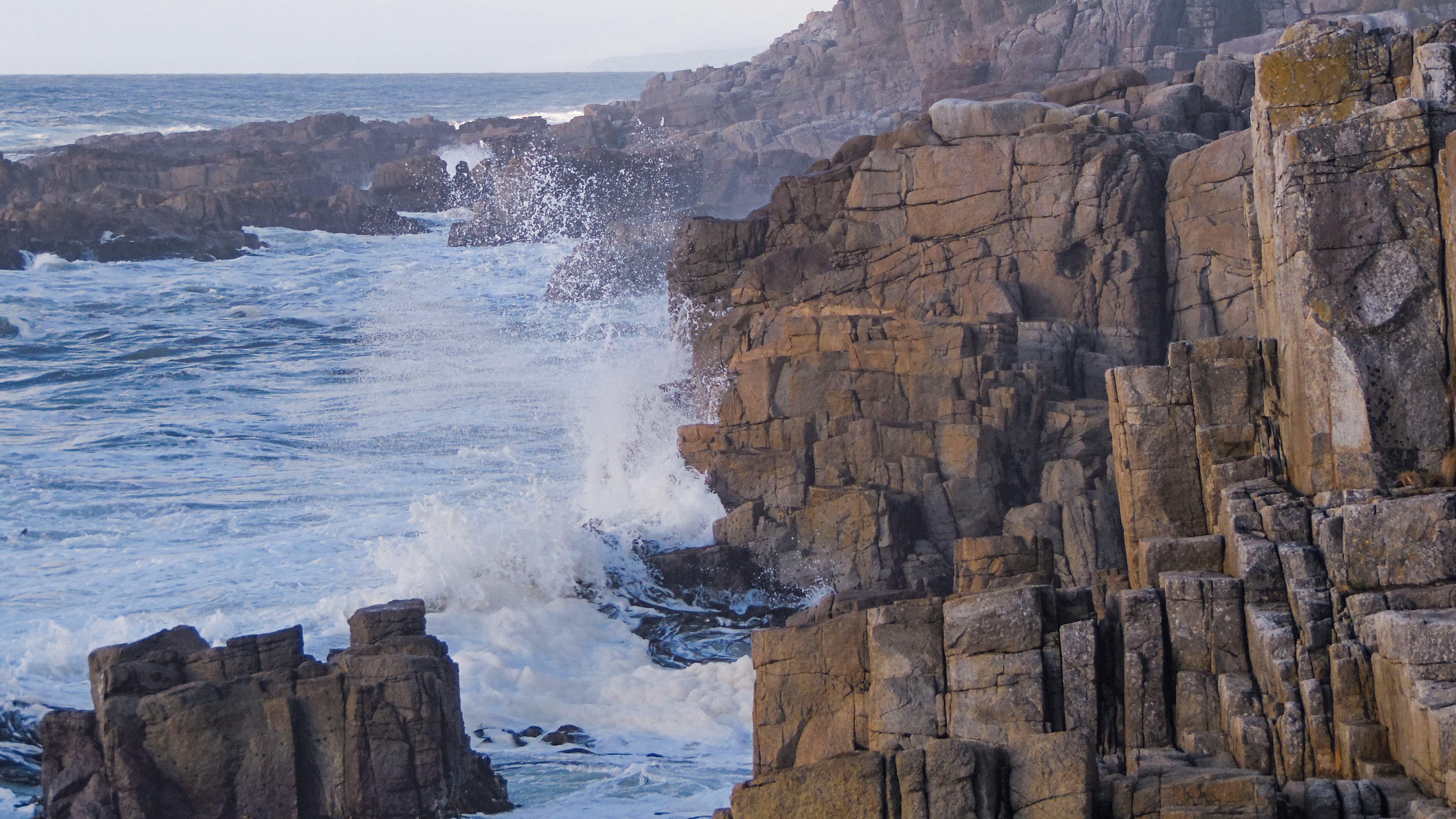
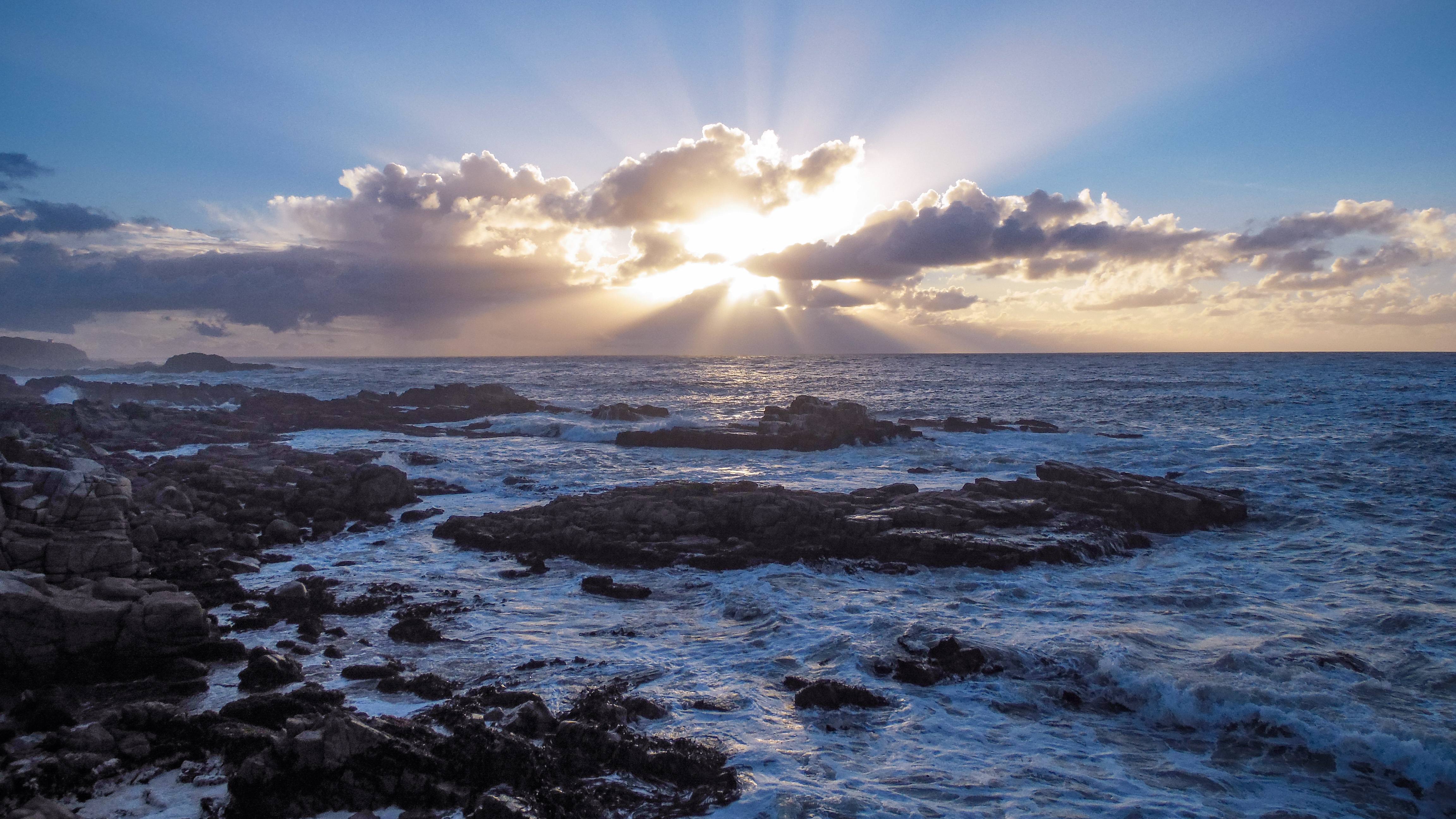
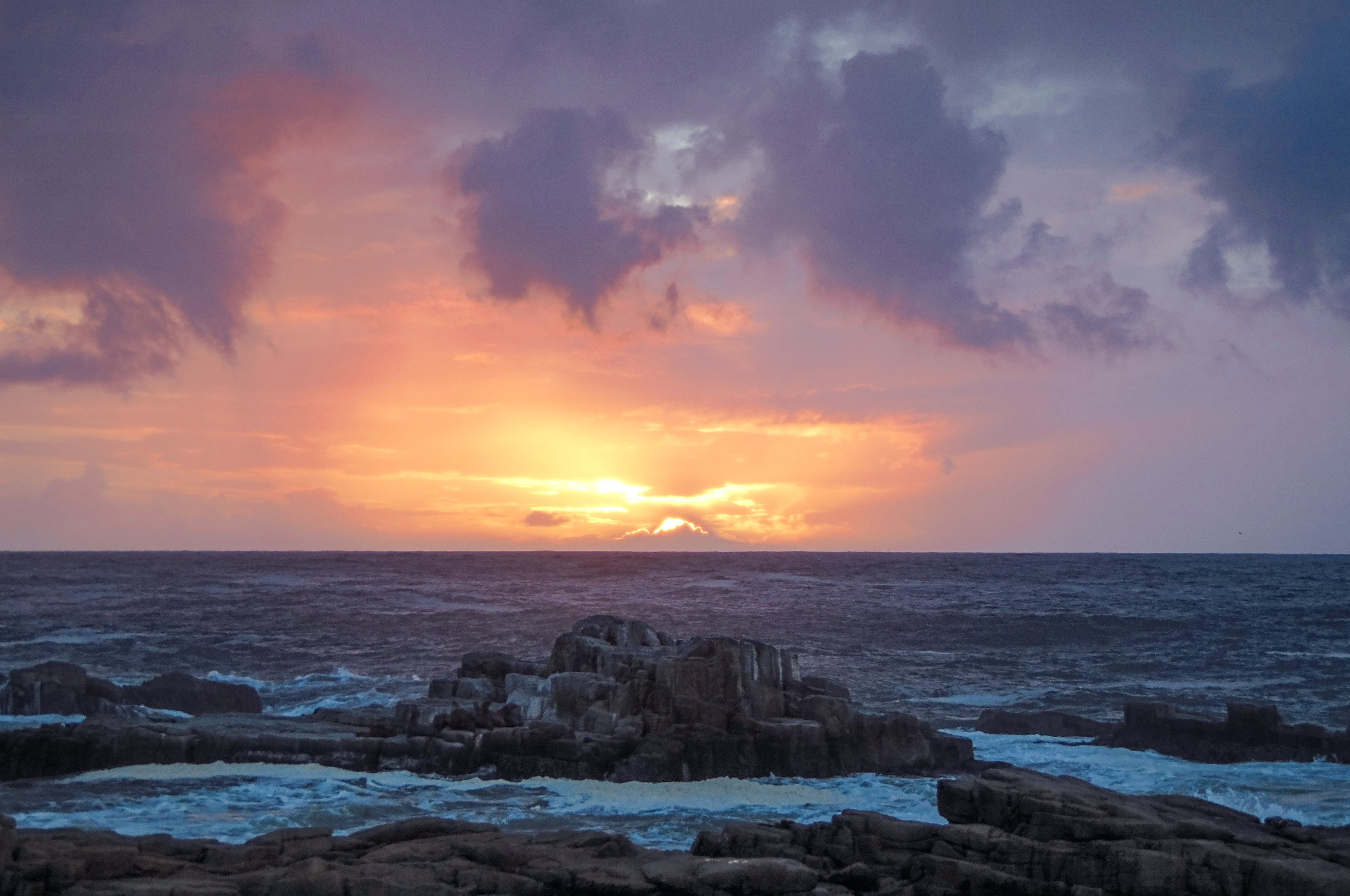